# Josef Kainar
Josef Kainar (* 29. Juni 1917 in Přerov; † 16. November 1971 in Dobříš) war ein mährischer Lyriker, Dramaturg und Übersetzer sowie Mitglied der Gruppe 42.

## Leben
In den Jahren 1938 bis 1939 studierte er Tschechische Sprache und Französisch an der Karls-Universität in Prag. Nach der Schließung der Hochschulen durch die deutschen Besatzer übte er verschiedene Berufe aus. Nach dem Zweiten Weltkrieg war er als Journalist und Rundfunkredakteur tätig. Er arbeitete zudem mit Theatern zusammen. Nach 1947 widmete er sich nur noch der Literatur.
Kainar beschäftigte sich auch mit Musik und spielte auf hohem Niveau Klavier, Gitarre und Geige.
Seine Erstlingswerke waren durch existenziellen Sozialismus geprägt. Typisch für ihn waren Ironie, die bis an Zynismus und Spott grenzte, sowie die hohe Musikalität seiner Gedichte, die zum Teil auch vertont wurden. So wurde sein Gedicht Sie schnitten dem kleinen Jungen eine Glatze (Stříhali do hola malého chlapečka) – ein Symbol für Krieg, die Angst vor dem Krieg und den Übergang vom Kind zum Erwachsenwerden – als ein von Vladimír Mišík gesungenes Lied ein Hit in Tschechien.

## Werke
- Der Mantel des Verrückten (Bláznův kabát)

### Lyrik
- Nebožtík Nasredin
- Osudy
- Český sen
- Moje blues
- Neue Mythen (Nové mythy), 1946, mit dem bekannten Gedicht Stříhali dohola malého chlapečka
- Člověka hořce mám rád
- Lazarus und Lied (Lazar a píseň) – 1960, Begebenheiten in Gedichtform

### Kinderlyrik
- Zlatovláska
- Říkadla

### Lieder
- Miss Otis lituje

### Dramen
- Ubu kehrt heim oder Kutteln gibt’s keine (Ubu se vrací aneb Dršťky nebudou, 1949), eines der bedeutendsten tschechischen Theaterspiele, ein absurdes Drama. Grundthema ist der Machtmissbrauch und Usurpation. Das Theaterstück wurde verboten.

### Übersetzungen
Kainar übersetzte französische und deutsche Lyrik.

## Zitat
„Ich brenne nicht einmal
Ich fließe 
Aus glühenden Mündern wie ein Vers
Wie ein Vers über die Freiheit
Vers, der verdirbt, verbrennt, erstickt
Und doch Seins erreicht“